# أوسيما الشرقية
أوسيما الشرقية (بالفنلدية Itä-Uusimaa، بالسويدية Östra Nyland) إقليم فنلندي، عاصمته مدينة بورفو .
تحده أقاليم أوسيما و بايات هامي و كومنلاكسو.
تبلغ مساحة الإقليم 2.823 كيلومتر مربع وعديد سكانه 92.933 ساكن.
بلغ الناتج المحلي الإجمالي بالإقليم لسنة 2001 حوالي 1751 مليون يورو.